# Awtandil Ebralidze
Awtandil Ebralidze (ur. 3 października 1991 w Tbilisi) – piłkarz gruziński grający na pozycji lewego pomocnika. Od 2013 jest zawodnikiem klubu Gil Vicente FC.

## Kariera klubowa
Swoją karierę piłkarską Ebralidze rozpoczął w 2001 roku w klubie Dinamo Tbilisi. Następnie w 2008 roku podjął treningi w portugalskim Esperança de Lagos. W latach 2009–2010 grał w młodzieżowej drużynie Getafe CF. W 2010 roku wrócił do Esperança de Lagos, gdzie przez rok grał w czwartej lidze. W sezonie 2011/2012 występował w trzecioligowym Juventude Évora. Z kolei w sezonie 2012/2013 grał w drugoligowym UD Oliveirense.
Latem 2013 Ebralidze przeszedł do pierwszoligowego Gil Vicente FC. 14 września 2013 zadebiutował w nim w przegranym 0:2 wyjazdowym meczu z FC Porto.
| Sezon   | Klub            | Kraj       | Rozgrywki        | Mecze | Bramki |
| ------- | --------------- | ---------- | ---------------- | ----- | ------ |
| 2010/11 | Esperança Lagos | Portugalia | IV. Liga         | 17    | 4      |
| 2011/12 | Juventude Évora | Portugalia | Terceira Divisão | 27    | 2      |
| 2012/13 | UD Oliveirense  | Portugalia | Segunda Liga     | 42    | 2      |
| 2013/14 | UD Oliveirense  | Portugalia | Segunda Liga     | 4     | 0      |
| 2013/14 | Gil Vicente FC  | Portugalia | Primeira Liga    | 24    | 1      |

## Kariera reprezentacyjna
W reprezentacji Gruzji Ebralidze zadebiutował 15 października 2013 w przegranym 0:2 meczu eliminacji do MŚ 2014 z Hiszpanią, rozegranym w Albacete. W 70. minucie tego meczu zmienił Szotę Grigalaszwilego.